# Agneau du Limousin
Agneau du Limousin est l'appellation protégée par une indication géographique protégée désignant une carcasse bouchère d'agneau impérativement né, élevé et abattu dans la « zone Limousin », composée de la région administrative étendue aux cantons limitrophes.
Principalement consommé hors du Limousin, la viande d'agneau du Limousin est considérée comme une transformation bouchère haut de gamme.

## Historique
Le Limousin est une région d'élevage notamment reconnue pour sa race rustique éponyme. Certains écrits relatent l'élevage ovin dès le XVIIe siècle. Après un premier essor entre l'intendance de Turgot (1761-1774) et le XIXe siècle, l'élevage ovin connaît un regain après la Seconde Guerre mondiale.
En 1984, dans un contexte de concurrence accrue marquée par l'entrée des ovins britanniques dans le marché commun européen et l'introduction de quotas d'importation de viande néo-zélandaise, plusieurs agriculteurs producteurs du Limousin décident de se constituer en coopérative et de créer une marque commerciale (« Le Baronet ») pour rendre identifiables leurs productions d'agneaux.
En 1987 est créé le Groupement d'intérêt économique Ovin Limousin (GIE), porté par deux groupes industriels d'abattage : Somafer, basé à Bessines-sur-Gartempe, et Limovin, à Bellac, tous deux en Haute-Vienne. En 1995, la production du GIE représente 30 % de la production totale de l'aire géographique concernée. Un travail de sélection et de traçabilité effectué durant les années 1990 aboutit à l'obtention de l'indication géographique protégée en 2000.
Dans un contexte toujours concurrentiel, les carcasses agneau du Limousin se positionnent dans des marchés extérieurs et haut-de-gamme. En 2014, alors que les ventes sont en stagnation voire en baisse, une étude est réalisée par l'École nationale supérieure des sciences agronomiques de Bordeaux Aquitaine dans la perspective d'une sollicitation d'appellation d'origine contrôlée. Depuis, le cours de l'agneau est à nouveau orienté à la hausse.

## La carcasse d'agneau du Limousin

### Cahier des charges

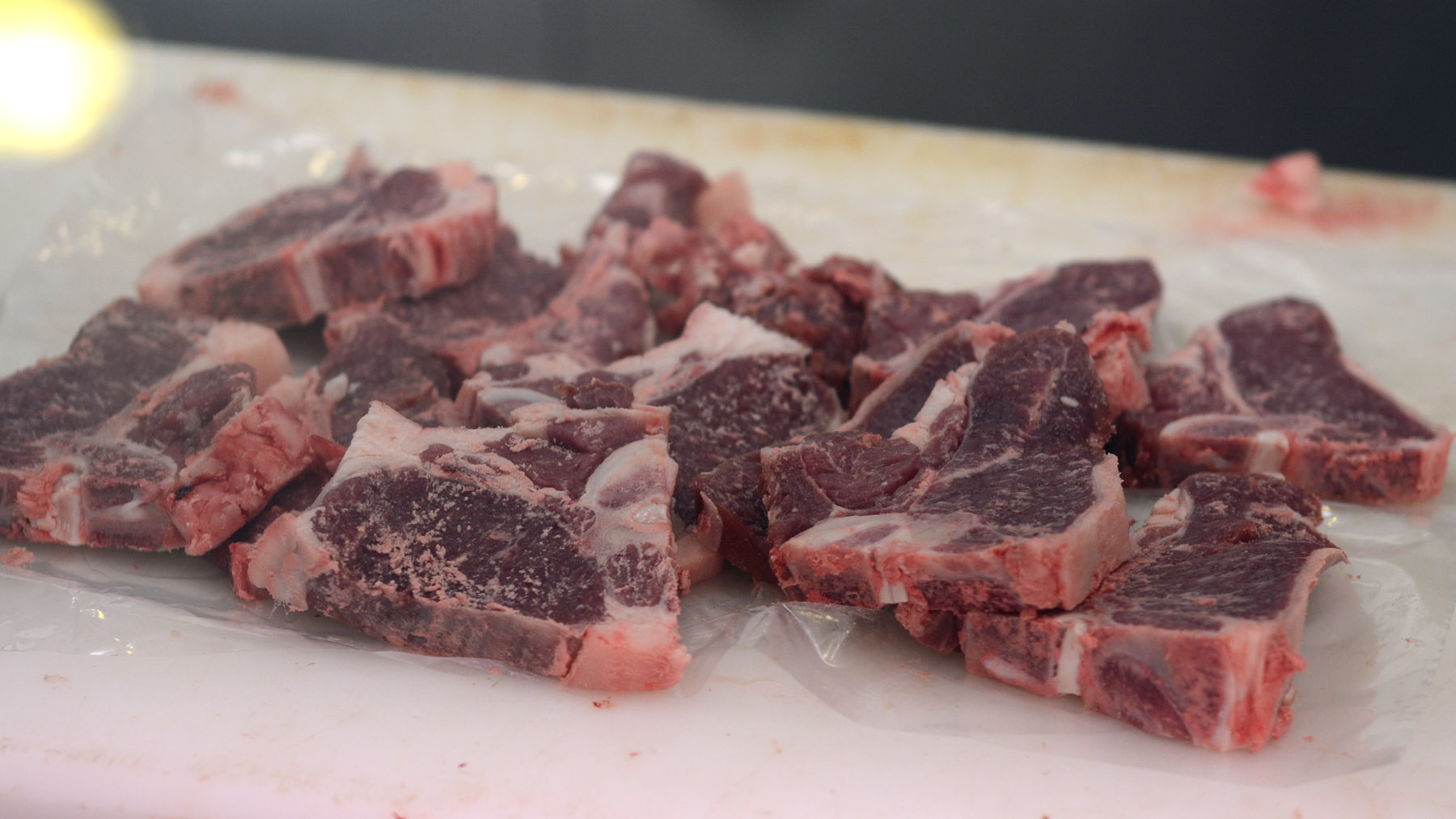
Morceaux d'agneau

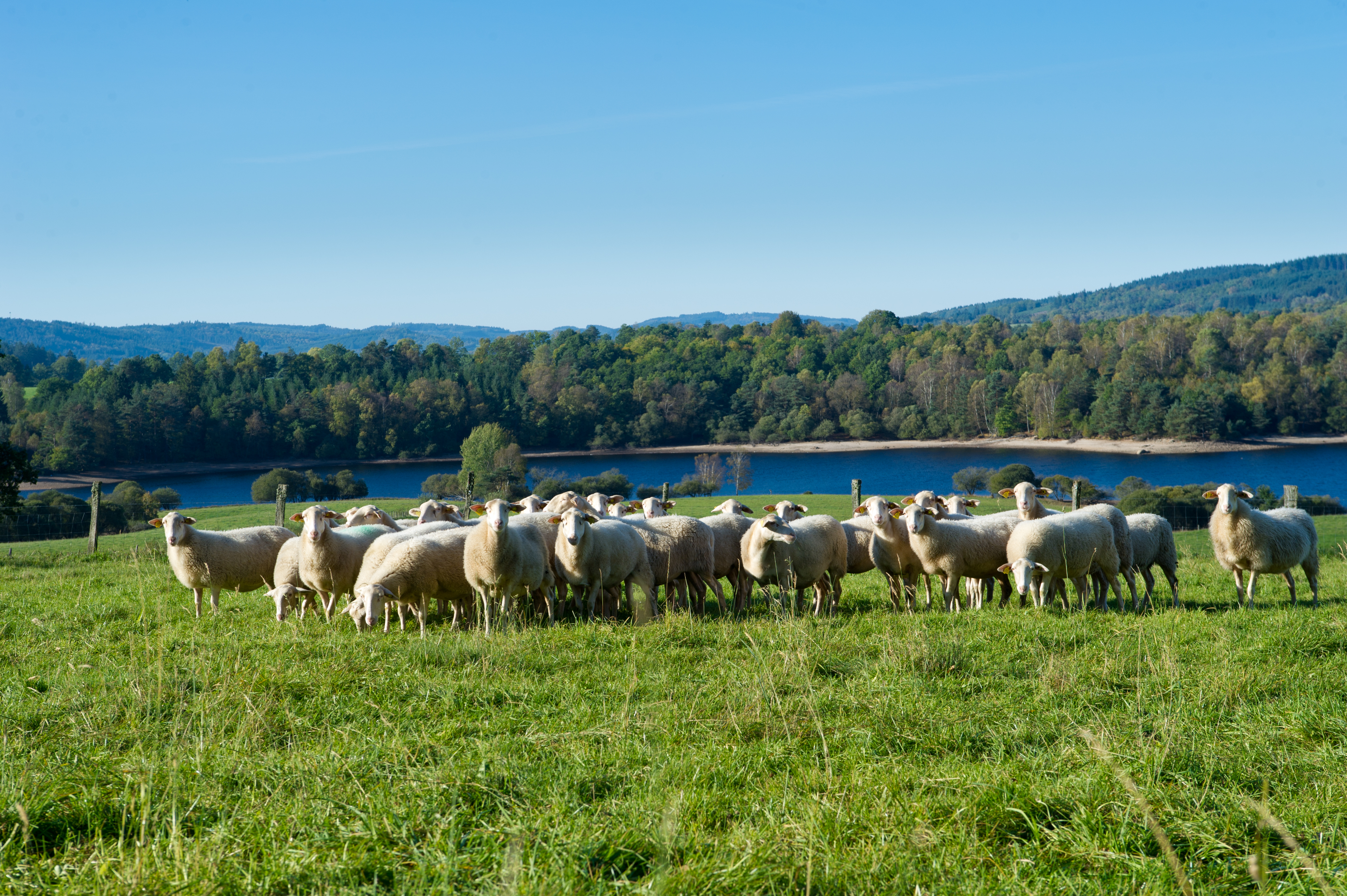
Troupe d'ovins vouée à la production de carcasses agneau du Limousin.

Âgé de moins de 10 mois, l'agneau est élevé sous la mère au minimum durant 60 jours, nourri de fourrages de la ferme ou de même nature, disponibles à volonté, et de concentrés complémentaires en cas de nécessité, à base de céréales ou de plantes fourragères et ne contenant aucun constituant d'origine animale, ni d'activateur de croissance ni de sulfamide ni d'antibiotique.

### Zone géographique
Entre autres, l'IGP ne peut être accordée qu'à des carcasses d'agneaux nés, élevés et abattus dans le territoire de la région administrative Limousin, ainsi qu'à certaines carcasses de bêtes nées et élevées dans des cantons des départements limitrophes. Ces anciens cantons appartiennent aux départements suivants : Vienne (L'Isle-Jourdain, Montmorillon, La Trimouille, Saint-Savin-sur-Gartempe), Indre (tout le département sans l'arrondissement d'Issoudun), Cher (Lignières, Le Châtelet, Châteaumeillant, Châteauneuf-sur-Cher, Saint-Amand-Montrond, Saulzais-le-Potier, Dun-sur-Auron, Charenton-du-Cher), Allier (Huriel, Domérat-Montluçon-Nord-Ouest, Marcillat-en-Combraille, Cérilly, Hérisson, Montluçon), Puy-de-Dôme (Pionsat, Saint-Gervais-d'Auvergne, Pontaumur, Herment, Bourg-Lastic, Tauves), Cantal (Champs-sur-Tarentaine-Marchal, Saignes, Mauriac, Pleaux, Laroquebrou), Lot (Sousceyrac, Bretenoux, Vayrac, Martel, Souillac), Dordogne (Salignac-Eyvigues, Terrasson-Lavilledieu, Hautefort, Excideuil, Lanouaille, Jumilhac-le-Grand, Saint-Pardoux-la-Rivière, Nontron, Bussière-Badil), Charente (Montembœuf, Chabanais, Confolens-Sud).

### Production
Au 1er janvier 2008, 1 161 éleveurs étaient engagés dans la filière agneau du Limousin, représentant 262 127 brebis réparties sur les quatre départements de Corrèze, Creuse, Indre et Haute-Vienne.

### Commercialisation
La viande d'agneau du Limousin est principalement écoulée hors de sa zone de production, notamment dans la région Île-de-France, en Rhône-Alpes, en Alsace et en Suisse romande,.
En 2012, une grande majorité de la production a été vendue par 400 intermédiaires revendeurs (220 boucheries et 180 grandes et moyennes surfaces), pour un total d'environ 100 000 animaux. La vente se chiffre à 80 000 bêtes en 2014.
Initialement presque exclusivement vendues entières, les carcasses agneau du Limousin sont de plus en plus soumises aux exigences du marché, qui poussent en faveur de la découpe avant commercialisation aux revendeurs.

### Gastronomie

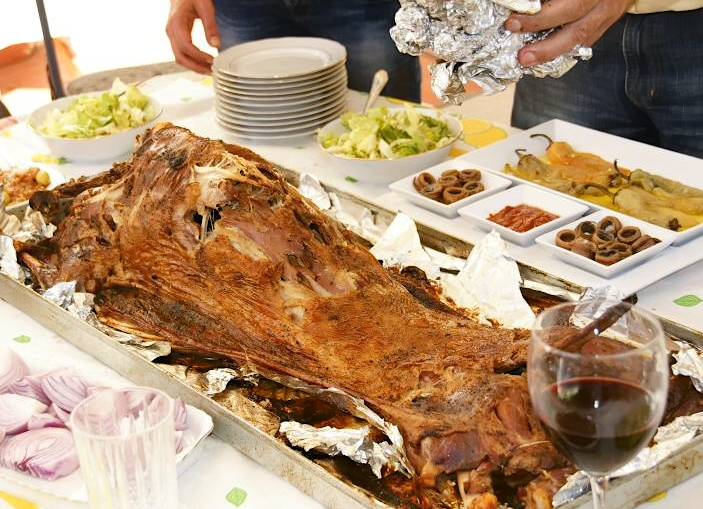
Méchoui
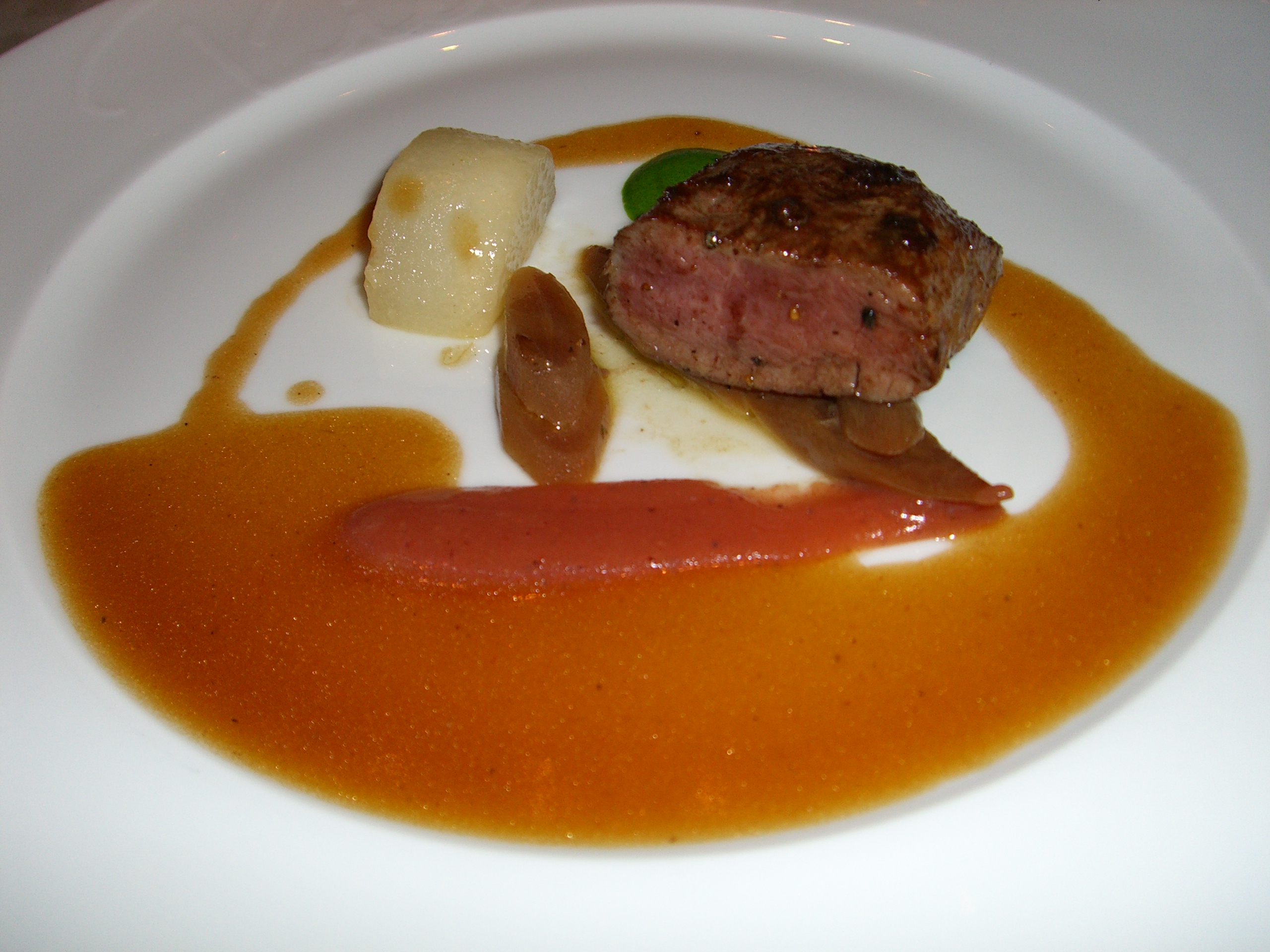
Filet d'agneau